# یونکرس یومو ۲۲۳
یونکرس یومو ۲۲۳ (به انگلیسی: Junkers Jumo 223) یک هواگرد ساختِ کارخانهٔ یونکرس در کشور آلمان است .